# 木を植えた男 (MONKEY MAJIKの曲)
「木を植えた男」は、2011年6月22日にリリースされた日本のポップ・ロックバンド、MONKEY MAJIKの配信限定シングル。

## 概要
2011年3月11日に発生した東日本大震災以後初めて発表された楽曲であり、彼らの楽曲の中で初の配信限定リリースとなった。フレデリック・バックによる同名のアニメーション作品（ジャン・ジオノ原作）が曲名の由来。
2011年7月より東京都現代美術館で開催された「フレデリック・バック展」のイメージソングとして楽曲制作のオファーがあり、メンバーは快諾していたが、制作を始めた矢先に震災が発生、被災したメンバーは生活の復旧・支援のため音楽活動の休止を余儀なくされた。その後被災地の状況を聞いたバックから激励のメッセージと絵が届き、メンバーは音楽活動を再開、本楽曲が完成した。

## 収録曲

### CD
（全作詞・作曲：Maynard・Blaise）
1. 木を植えた男
  - 作詞：Maynard・Blaise・tax
  - 作曲：Maynard・Blaise
  - 東京都現代美術館「フレデリック・バック展」イメージソング
  - 「（被災直後の）音楽に対してネガティブな自分を思い出したくなかった」という理由でリリース後一度もライブで演奏されたことがなかったが、バンド結成15周年となる2015年の2月7日に開催された初の日本武道館ワンマンライブ「MONKEY MAJIK LIVE AT BUDOKAN -15th Anniversary-」で初披露された[2]。